# Lemhényi Dezső (vízilabdázó)
Lemhényi Dezső, Kohlmann (Budapest, 1917. december 9. – Budapest, 2003. december 4.) olimpiai bajnok magyar vízilabdázó, mesteredző, szövetségi kapitány, nemzetközi játékvezető, id. Lemhényi Dezső politikus, országgyűlési képviselő fia, Tass Olga olimpiai és világbajnok tornásznő férje.

## Életpályája
Szudétanémet eredetű családba született. Édesapja, id. Lemhényi Dezső politikus, országgyűlési képviselő volt, aki az 1910-es évek végén magyarosította saját és családja vezetéknevét Kollmannról Lemhényire.
Pályafutását úszóként kezdte. 1935-ben először úszott Magyarországon pillangó-stílusban. 1940–1942 között három alkalommal nyerte meg a Báró Wesselényi Emlékversenyt (Tihany és Balatonfüred között, 4,5 km). 1925-től a Budapesti Sportegyesület, 1943-tól az UTE, 1953 és 1959 között a Budapesti Spartacus játékosa, közben 1951-ben a Budapesti Honvéd alapító edzője és játékosa. 1940-ben, 1945-ben, 1946-ban, 1948-ban, 1951-ben és 1952-ben országos bajnokságot nyert együttesek tagja. 1948–1952 között hússzoros válogatott. 1948-ban a londoni olimpián az ÚTE játékosaként az ezüstérmet szerzett csapat tagja. 1952-ben a helsinki olimpiai játékokon a Budapesti Dózsa sportolójaként az aranyérmet szerzett csapat tagja volt.
1936-tól 1953-ig a VI. kerületi önkormányzat pénzügyi osztályának főtanácsosa, adóhivatali főtiszt. 1954-től mesteredző. 1953 és 1957 között a Budapesti Spartacus vezetőedzője és szövetségi kapitány. 1957-től szövetségi kapitány 1960-ig. 1954-ben és 1958-ban csapata Európa-bajnokságot nyert. 1960-ban a római olimpián csapata harmadik helyezett volt. 1961 és 1969 között Franciaországban volt szövetségi kapitány és klubedző. 1969-től a Központi Sportiskola (KSI) vezetőedzője. 1973 és 1977 között Kanadában edző. 1978 óta nyugdíjas. 1990-től Kanadában, Izraelben, Svédországban, Franciaországban (Strasbourg), Belgiumban és Luxemburgban edző.
1990-től a Magyar Olimpiai Klub elnöke. A Magyar Olimpiai Bajnokok Klubjának az elnöke (1993–2003). A Magyar Olimpiai Akadémia tanácsának a tagja (1995–). A Mező Ferenc közalapítvány elnöke. 1953 és 1960 között vízilabda-játékvezető volt, valamint a játékvezetők testületének elnöke. A Magyar Úszó Szövetség majd a Magyar vízilabda Szövetség elnökségi tagja.
2003. december 4-én, 86. születésnapja előtt 5 nappal, hosszas betegeskedés után szívelégtelenség következtében hunyt el.

## Eredményei
Vízilabda
- Magyar bajnokság
  - bajnok (1940, 1945, 1946, 1948, 1951, 1952)
  - második (1942, 1943, 1944, 1947)
  - harmadik (1949, 1950)
- Magyar kupa
  - győztes (1942, 1948, 1951)

Úszás
- Magyar bajnokság
  - második: folyamúszás csapat (1936)
  - harmadik: 100 m mell (1936); 1500 m gyors (1945)

## Könyvek

### Szerzőként
- A vízilabdajáték technikája és taktikája (Jeu de water-polo technique, taktik) (Jacques Meslier-vel) (Éd. Amphora, 1969)

### Róla
- Gallov Rezső: Butykó (Mező Ferenc Sportközalapítvány, 2009, ISBN 9789630668873)

## Díjai, elismerései
- Sport Érdemérem ezüst fokozat (1955)[2]
- Sport Érdemérem arany fokozat
- Az Újpesti Dózsa örökös tagja
- Mesteredző (1961)
- Magyar Köztársasági Sportdíj (1992)
- MOB Érdemérem (1996)
- A Magyar Köztársasági Érdemrend középkeresztje (1997)
- A FINA ezüstjelvénye (1998)
- International Swimming Hall of Fame tagja (1998)
- NOB Olimpiai Érdemrend ezüst fokozat (1999)
- Csik Ferenc-díj (2003)
- A Magyar Vízilabda-szövetség örökös tiszteletbeli elnöke
- Racing Club de Paris örökös tagja

## Emlékezete
- 2005-ben az ő nevét vette fel az általános iskola Budapest XVI. kerületében, Sashalmon a Hősök fasorában.

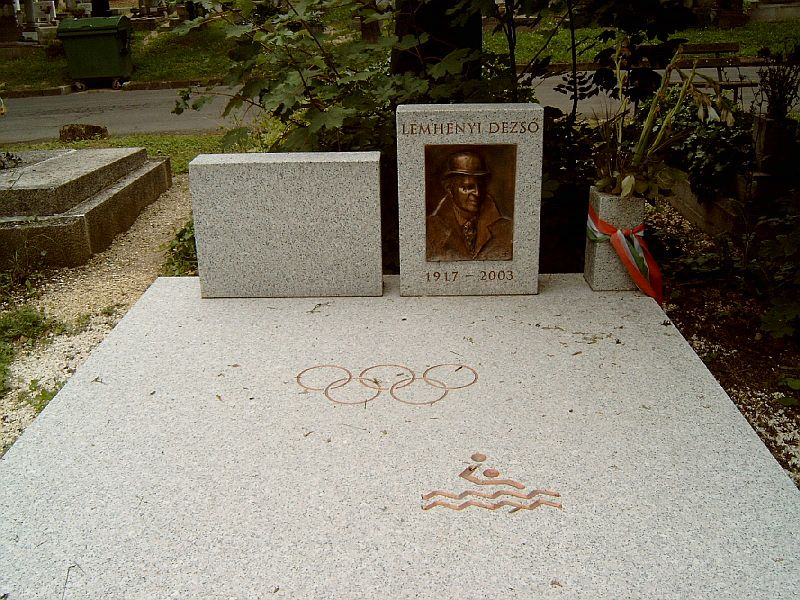
Lemhényi Dezső sírja a Budapesten. Farkasréti temető:8/1/A-1-143/144

- Lemhényi Dezső Ifjúsági Kupa